# Huni
Huni var enligt traditionen den siste faraonen under Egyptens tredje dynasti. Den moderna egyptologin har dock stött på svårigheter med hans styre, eftersom det finns väldigt få samtida fynd eller monument som med säkerhet tillhör honom. Tidigare slutsatser om honom är mestadels baserade på gissningar.

## Namn och identitet
Det har länge ansetts att Huni inledde en praktfull period som med hans efterträdare skulle blomma ut och bland annat resultera i de stora pyramiderna under fjärde dynastin. Men detta har ifrågasatts på grund av de få bevis i form av monument och dokumentering som existerar från hans regeringstid. Huni besteg troligen tronen redan som en äldre man, och enligt Turinpapyrusen så härskade han i 24 år. 

### Fynd
Prisse-papyrusens berättar att "...men Hans Majestät Huni dog och Hans Majestät Snofru besteg som den smorde härskaren över hela landet...". Detta bekräftar att Huni var den sista härskaren under tredje dynastin.
Det enda samtidiga monument som kan hänföras till Huni är ett block av granit från Elefantine som visar hans namn tillsammans med namnet på ett palats. På baksidan av Palermostenen hedrar kung Neferirkare Hunis grundande av ett dödstempel. Byggnaden har dock inte hittats.

### Födelsenamnet
Turinpapyrusen och Sakkaratabletten nämner Huni som direkt företrädare till Snofru, men namnet saknas på Abydoslistan. Fynd från Nya riket kan överses eftersom originalskriften troligen blivit misstolkad av skrivare som levde många hundra år senare. Hunis födelsenamn är bara dokumenterat på tre platser. Det råder oenighet bland egyptologer om exakt hur det ska läsas. Neferkare kan ha varit Hunis födelsenamn och finns bevarat som Snofrus företrädare på både Abydoslistan och Karnaklistan.

### Horusnamnet
Under Huni intar kartuschen för första gången en mer central plats i faraos titulatur än serekhen som omsluter horusnamnet. Hunis horusnamn är okänt, men det finns flera teorier och alternativa förslag. Namnet Kahedjet anses av vissa tillhöra Huni på rent stilistiska grunder, men eftersom detta namn bara hittats på ett enda fynd är det mycket osäkert. Andra teorier inkluderar att identifiera horusnamnet Khaba med Huni, eftersom inget annat namn är kopplat till detta.

## Familj
Huni var gift med drottning Meresankh I och var troligen far till Snofru. Det grundas på att Huni enligt traditioner under senare dynastier hedrades som far till Snofru. Detta kan dock inte verifieras av arkeologiska fynd.

## Titulatur
1. ↑  En inskription på ett granitblock från Elefantine
2. ↑  Enligt Prisse-papyrusen.
3. ↑  Wolfgang Helck: Der Name des letzten Königs der 3. Dynastie und die Stadt Ehnas. i Studien zur Altägyptischen Kultur, 4. Ausgabe 1976, s. 125-128.
4. ↑  Regerade enligt Africanus i 42 år.

| Företrädare Mesochris | Kung av Egypten 3:e dynastin | Efterträdare Snofru |